# Station Langley Mill
Langley Mill is een spoorwegstation van National Rail in Langley Mill, Amber Valley in Engeland. Het station is eigendom van Network Rail en wordt beheerd door East Midlands Railway. 